# Labatt Park
Le Labatt Memorial Park est un stade de baseball, d'une capacité de 5200 places, situé dans la ville de London, dans la province de l'Ontario, au Canada. Inauguré le 3 mai 1877, il est l'un des plus vieux stades de baseball au monde encore en usage. Il est désigné site historique de la ville de London en date du 30 mai 1994.
Il a été le domicile des Tecumsehs de London, une équipe de baseball ontarienne du XIXe siècle. Il est depuis 1925 le domicile des Majors de London.